# She Cranks My Tractor
«She Cranks My Tractor» — песня американского кантри-певца Дастина Линча. Она была выпущена в ноябре 2012 года в качестве второго сингла из его дебютного альбома с собственным названием. Линч написал песню в соавторстве с Бреттом Биверсом и Тимом Николсом. Песня получила смешанные отзывы критиков, которые разделились во мнениях по поводу продюсирования и лирического содержания.

## Композиция
Соавтор Бретт Биверс сказал, что идея песни возникла, когда Линч предложил написать песню в быстром темпе. Лирика представляет собой двойной намёк на женщину, которая привлекательна для рассказчика.

## Отзывы
Билли Дьюкс из Taste of Country поставил песне две звезды из пяти, написав, что «хотя песня немного тяжеловата, [она] доставляет массу удовольствия, если не прислушиваться слишком внимательно». Мэтт Бьорк из Roughstock дал песне положительный отзыв, сказав, что «это ещё один сельский маршрутный настройщик, но хорошо написанный, сильно спродюсированный и мастерски исполненный». Бен Фостер из Country Universe поставил песне оценку D, написав, что «все в „She Cranks My Tractor“ практически бьёт слушателя по голове, от грохочущего баса до лирики T.M.I.».

## Музыкальное видео
Режиссёром клипа выступил Уэс Эдвардс, премьера состоялась в ноябре 2012 года. Премьера лирик-видео состоялась на канале Линча Vevo 11 декабря 2012 года.

## Чарты
| Чарт (2012)                                    | Высшая позиция |
| ---------------------------------------------- | -------------- |
| Канада (Billboard Country)                     | 37             |
| США (Billboard Bubbling Under Hot 100 Singles) | 3              |
| США (Billboard Country Airplay)                | 16             |
| США (Billboard Hot Country Songs)              | 29             |

| Чарт (2012)                        | Позиция |
| ---------------------------------- | ------- |
| США (Country Airplay, Billboard)   | 75      |
| США (Hot Country Songs, Billboard) | 84      |